# Hjorthede
Hjorthede er en lille by midt mellem Viborg og Randers med 203 indbyggere i byområdet (2024). Byen hører til Viborg Kommune og ligger i Region Midtjylland.